# Движение за права мужчин

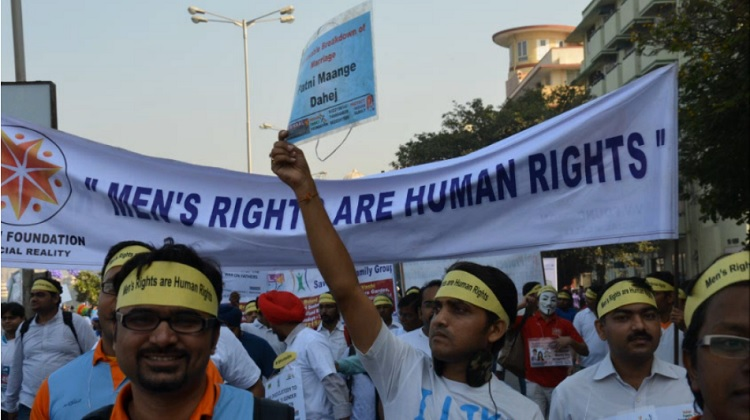
Индия, 2014 год, митинг с лозунгом «Права мужчин — права человека»

Движение за права мужчин (англ. men's rights movement, MRM) — часть мужского движения, активисты которой отрицают феминизм и взамен фокусируют внимание на тех вопросах, в которых, как они считают, мужчины находятся в неблагоприятных условиях, угнетаются или дискриминируются. Является частью маносферы и относится американской правозащитной организацией SPLC к группам ненависти и мужского превосходства. Некоторые специалисты рассматривают движение за права мужчин как негативную реакцию на феминистическое движение и характеризуют его как склонное к мизогинии. SPLC также отмечает склонность представителей движения объяснять имеющиеся в обществе мужские проблемы антифеминистскими теориями заговора.

## История
В первой половине 1970-х годов с развитием феминизма возникло мужское освободительное движение, которое одновременно одобряло институционализированные мужские привилегии и критически относилось к последствиям гегемонной маскулинности для мужчин. В конце 1970-х годов мужское освободительное движение разделилось на две части с противоположными взглядами: на прогрессивное профеминистическое мужское движение и на консервативное движение за права мужчин, настроенное против феминизма.
В 1970—1980-х годах в рамках движения за права мужчин были созданы Men’s Rights, Inc. (1977), Coalition of Free Men (1980) и другие организации. С появлением интернета движение за права мужчин изменилось: появилось большое количество тематических сайтов и форумов, активисты стали общаться преимущественно онлайн, а движение стало частью маносферы.
Интернет-активисты движения за права мужчин сыграли ключевую роль в популяризации термина «мизандрия».

## Описание
В США, большинство американских активистов движения являются белыми гетеросексуальными мужчинами, принадлежащими к среднему классу.
Многие активисты движения считают мужчин угнетаемой группой, верят, что общество было «феминизировано», а общественные институты считают дискриминирующими мужчин. Они также отрицают институционализированные привилегии мужчин и считают мужчин находящимися в неблагоприятных условиях по сравнению с женщинами. Некоторые активисты движения считают, что феминизм намеренно скрывает дискриминацию мужчин и продвигает гиноцентризм.

## Взгляды
М. Киммел и Б. М. Костон характеризуют представителей движения как не имеющих ясной картины того, хотят ли они жить в 1950-м или 2050-м году. В целом они отмечают, что в отличие от мужского освободительного движения, от которого откололось движение за права мужчин, в нём есть тенденция к воспеванию традиционной мужественности и игнорирование проблем гомосексуальных, бисексуальных, трансгендерных мужчин, а также мужчин, принадлежащих к «людям цвета».